# 4626 Plisetskaya
A 4626 Plisetskaya (ideiglenes jelöléssel 1984 YU1) a Naprendszer kisbolygóövében található aszteroida. Ljudmila Georgijevna Karacskina fedezte fel 1984. december 23-án.